# Wolnzach
Wolnzach – gmina targowa w Niemczech, w kraju związkowym Bawaria, w rejencji Górna Bawaria, w regionie Ingolstadt, w powiecie Pfaffenhofen an der Ilm. Leży około 12 km na północny wschód od Pfaffenhofen an der Ilm, przy autostradzie A93 i linii kolejowej Ingolstadt – Mainburg.
W miejscowości znajduje się Niemieckie Muzeum Chmielu (Deutsches Hopfenmuseum).

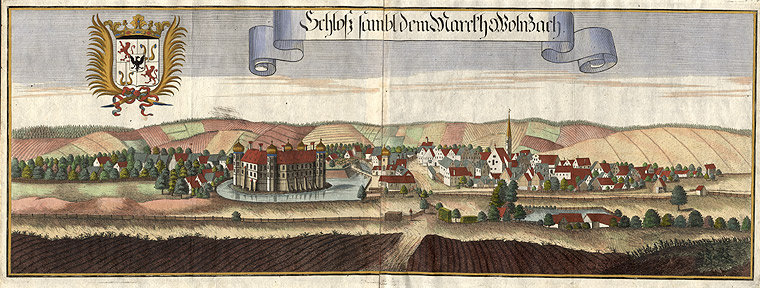
Zamek i Wolnzach

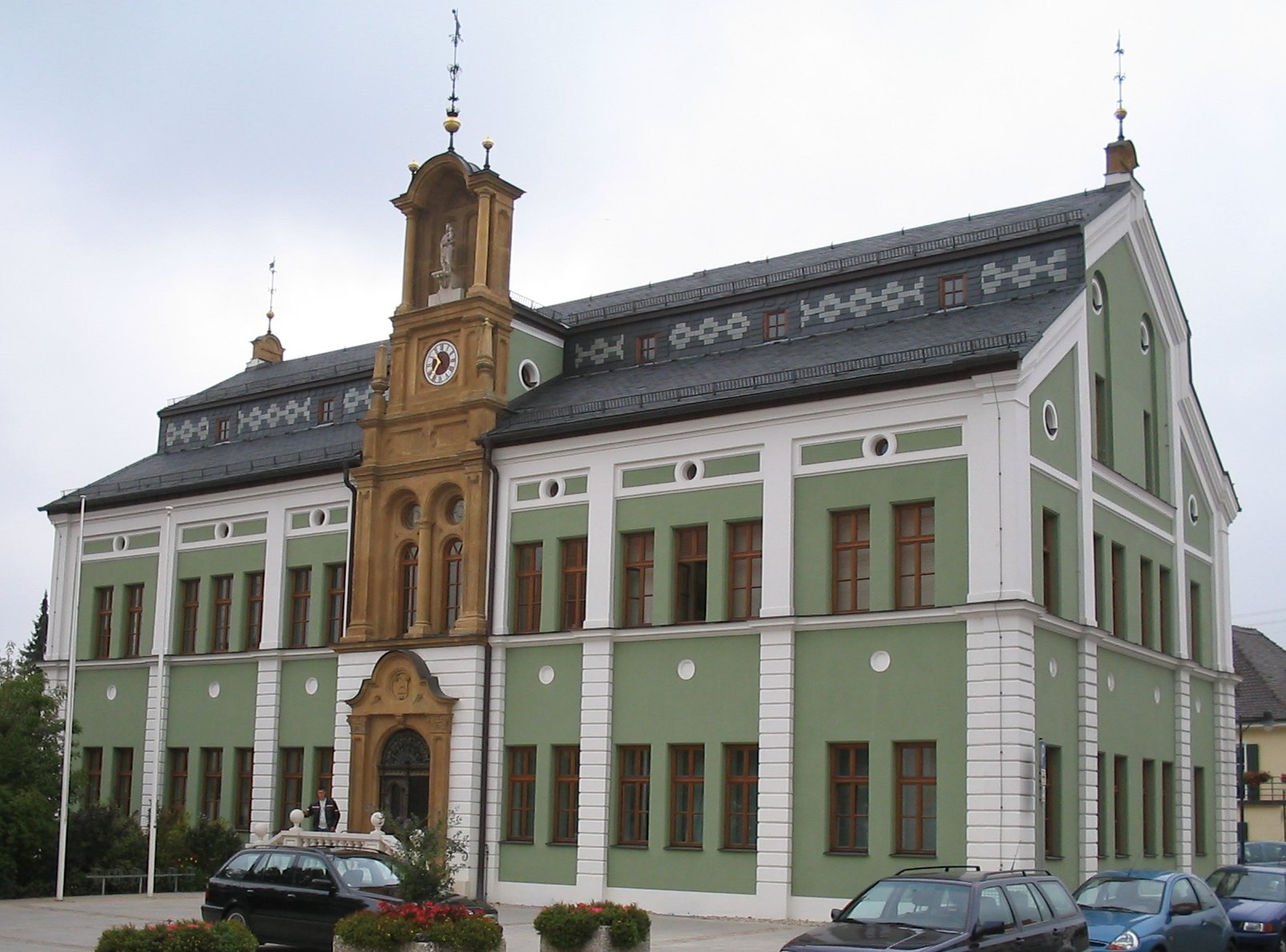
Ratusz

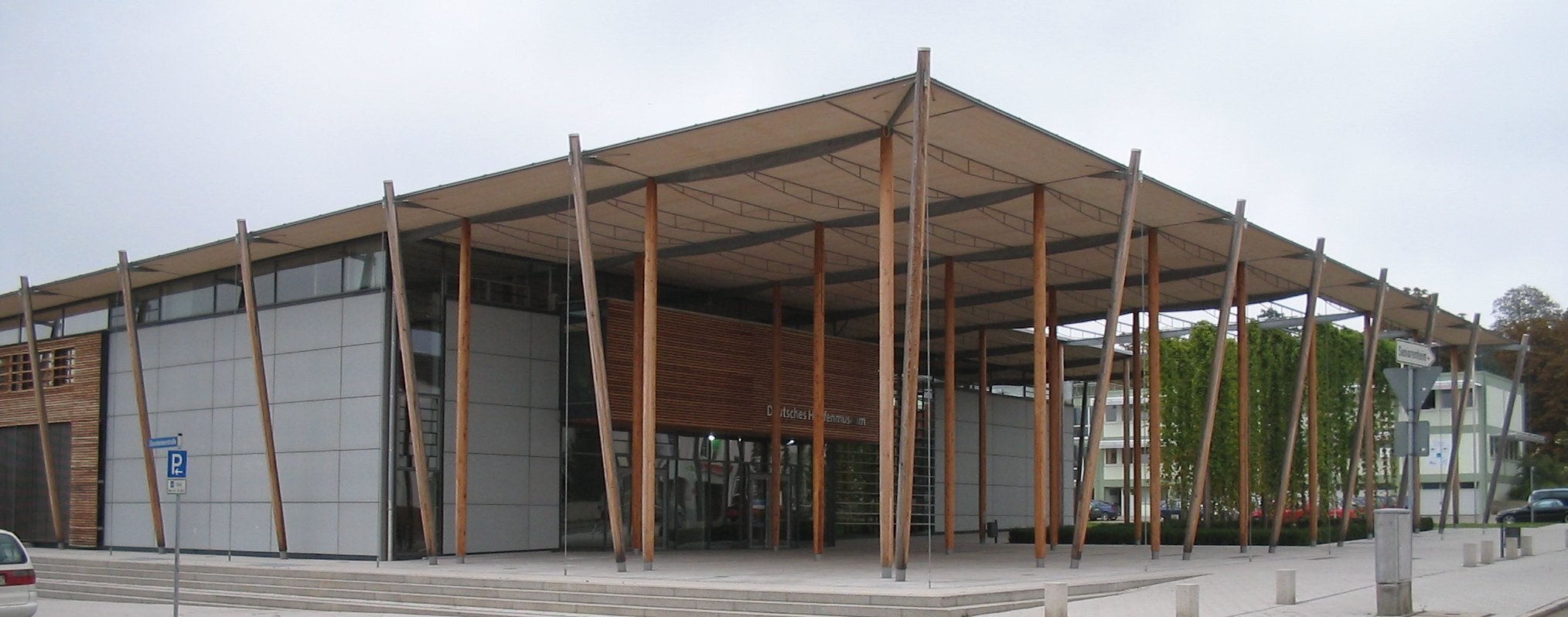
Niemieckie Muzeum Chmielu (Deutsches Hopfenmuseum)

## Dzielnice
W skład gminy wchodzą następujące dzielnice: Abeltshausen, Attenhausen, Auhöfe, Beigelswinden, Bratzhof, Bratzmühle, Bruckbach, Buch, Burgstall, Edenthal, Egg, Eschelbach, Gebrontshausen, Geroldshausen, Giglhof, Gosseltshausen, Grubwinn, Gschwend, Hagertshausen, Hanfkolm, Haunerhof, Haushausen, Hirnsberg, Hüll, Irlmühle, Jebertshausen, Kemnathen, Königsfeld, Kreithof, Kreut, Kumpfmühle, Larsbach, Lehen, Lohwinden, Niederlauterbach, Nietenhausen, Oberlauterbach, Schlagenhausermühle, Schreinmühle, Schrittenlohe, Schwaig, Siegertszell, Stadelhof, Starzhausen, Stockberg, Thongräben, Weingarten i Wilhelm.

## Demografia
Dane o ludności z 31 grudnia 2008:
| Opis                                | Ogółem | Ogółem | Kobiety | Kobiety | Mężczyźni | Mężczyźni |
| ----------------------------------- | ------ | ------ | ------- | ------- | --------- | --------- |
| Jednostka                           | osób   | %      | osób    | %       | osób      | %         |
| Populacja                           | 11 013 | 100    | 5566    | 50,54   | 5447      | 49,46     |
| Wiek przedprodukcyjny (0–17 lat)    | 2222   | 20,18  | 1109    | 10,07   | 1113      | 10,11     |
| Wiek produkcyjny (18–65 lat)        | 6863   | 62,32  | 3347    | 30,39   | 3516      | 31,93     |
| Wiek poprodukcyjny (powyżej 65 lat) | 1928   | 17,51  | 1110    | 10,08   | 818       | 7,43      |

## Polityka
Wójtem gminy jest Jens Machold, rada gminy składa się z 24 osób.
|      | CSU | SPD | FW | Zieloni | FDP | BG | Razem |
| 2008 | 11  | 3   | 6  | 1       | 2   | 1  | 24    |
| 2002 | 10  | 5   | 7  | -       | 2   | -  | 24    |

### Współpraca
Miejscowość partnerska:
- Poperinge, Belgia